# Trójkąt samogłoskowy (Hellwaga)
Trójkąt samogłoskowy (Hellwaga) – stworzony w 1781 r. przez niemieckiego uczonego Christopha Friedricha Hellwaga trójkąt samogłoskowy, był pierwszą próbą usystematyzowania samogłosek. Znajdujący się na dole wierzchołek trójkąta oznaczał niskie położenie języka, ramiona natomiast symbolizowały wznoszenie się przodu lub tyłu języka.